# Национальный институт охраны труда
Национальный институт охраны труда (National Institute for Occupational Safety and Health, NIOSH) — федеральная организация в США, которая отвечает за проведение исследований и выработку рекомендаций для предотвращения профзаболеваний и несчастных случаев в производственных условиях. Институт входит в состав Центров по контролю и профилактике заболеваний (Centers for Disease Control and Prevention, CDC), входящих в состав Министерства здравоохранения и социальных служб США. Главное управление находится в Вашингтоне, а исследовательские лаборатории и отделения в Цинциннати (Огайо); Моргантауне (Западная Виргиния); Питтсбурге (Пенсильвания); Денвере (Колорадо); Анкоридже (Аляска); Спокане (Вашингтон) и Атланте (Джорджия).
В Институте работает более 1400 сотрудников разных специальностей, работающих в разных областях науки, в том числе — эпидемиологии, медицины, производственной санитарии, охране труда, физиологии, техники, химии и статистики.
Директор Института — Джон Говард (John Howard).
Подписанный президентом Никсоном в 1970 году Закон об охране труда (Occupational Safety and Health Act) предусматривал создание и Института, и Управления по охране труда. Институт создавался для того, чтобы помочь обеспечить безопасные и здоровые условия работы людей за счёт проведения исследований, информирования, обучения и тренировки (специалистов) в области медицины труда и промышленной безопасности. Институт обеспечивает национальное и мировое лидерство в отношении профилактики профзаболеваний, несчастных случаев, инвалидности/нетрудоспособности и несчастных случаев со смертельным исходом в производственных условиях. За счёт сбора информации, проведения научных исследований и использования этих знаний для улучшения качества продукции и услуг.

## Стратегические задачи
Для выполнения поставленных перед Институтом задач и распределения ресурсов Институт выполняет стратегический план. Перед Институтом стоят три взаимно перекрывающиеся задачи:
- Проводить исследования для уменьшения числа профзаболеваний и несчастных случаев.
- Обеспечить людей безопасными условиями работы за счёт вмешательства, рекомендаций и повышения компетентности.
- Улучшать безопасность и условия труда в глобальном масштабе за счёт международного сотрудничества.

Для решения этих задач Институт выполняет ряд программ, разделённых на 8 групп в соответствии с отраслями промышленности. Затем эти программы делятся на 24 поперечных сектора.

## Полномочия Института

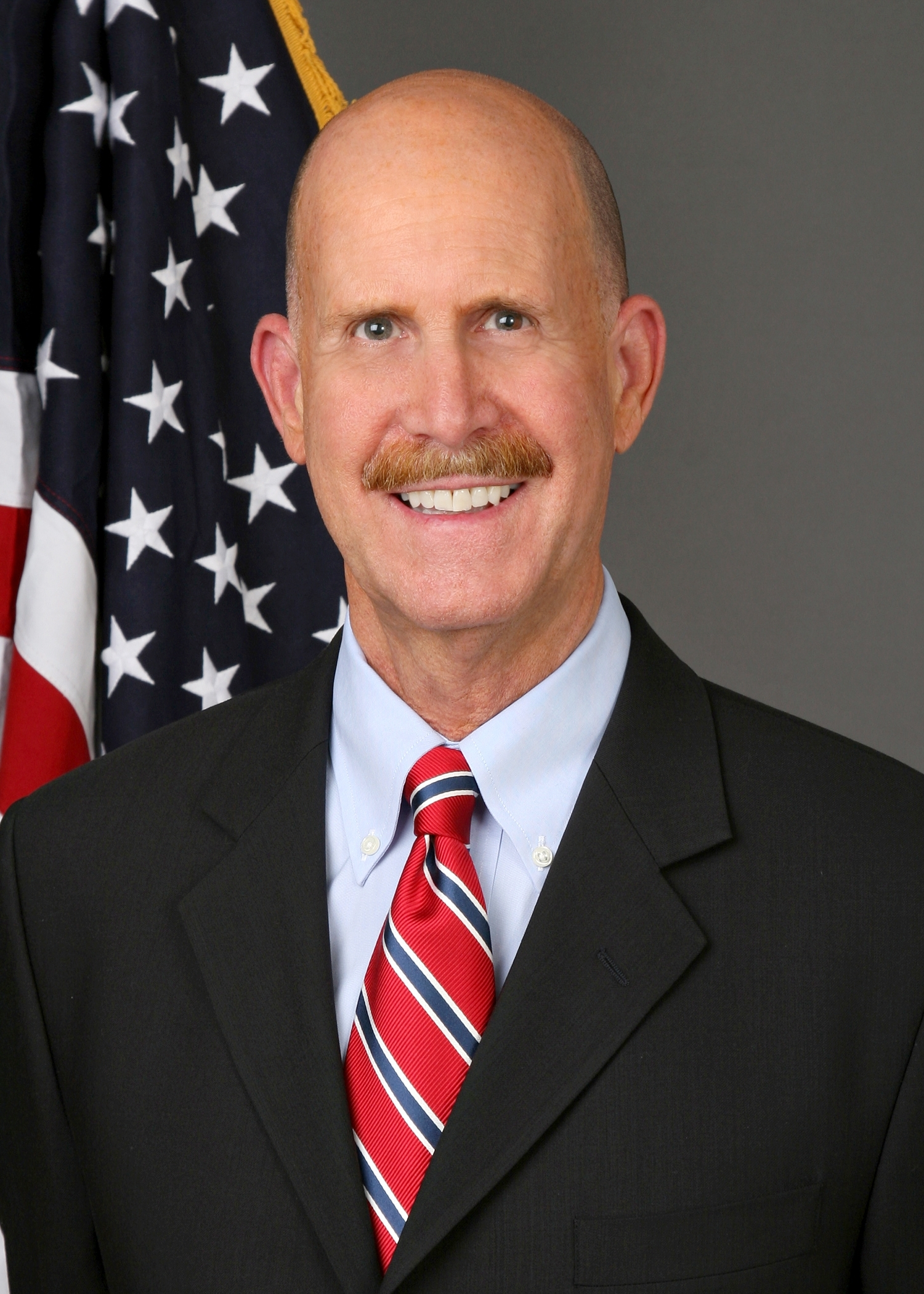
Директор NIOSH Джон Говард

В отличие от своего дополняющего двойника — Управления по охране труда (в Минтруда) — Институт не является регулирующей организацией. Он не разрабатывает стандарты по охране труда (санитарные нормы и т. п.), выполнение которых является обязательным для работодателя. Вместо этого, согласно закону об охране труда, Институт уполномочен разрабатывать рекомендации для создания стандартов по охране труда (обязательных для выполнения работодателем); получать информацию о безопасном уровне воздействия токсичных веществ и вредных физических факторах, и проводить исследования новых проблем, относящихся к безопасности и здоровью. Также Институт может проводить исследования на рабочих местах для определения токсичности используемых там материалов, и финансировать подобные исследования, проводимые другими организациями с помощью грантов, контрактов и договорных работ. Институт должен работать на том же уровне, что и Центры по профилактике и сдерживанию заболеваний (CDC) — но независимо. Первоначально Институт входил в состав Центров по контролю и профилактике заболеваний (CDC), чтобы они оказывали Институту административную поддержку — до тех пор, пока Институт не станет готов выполнять свои обязанности самостоятельно. Но Центры не отказались от контроля за Институтом, и исходные задачи закона об охране труда не отменяются.
Также в соответствии с полномочиями, данными Институту Управлением по безопасности и охране труда при добыче полезных ископаемых (Mine Safety and Health Administration, MSHA) Институт: даёт рекомендации для того, чтобы на их основе Управление по безопасности в горной промышленности разрабатывало стандарты (обязательные для выполнения работодателем); проводит медобследования шахтёров, включая флюорографию грудной клетки для обнаружения пневмокониозов, затемнения лёгких (у шахтёров, добывающих уголь); проводит исследования на рабочих местах — как в других отраслях промышленности (согласно Закону об охране труда); испытывает и сертифицирует средства индивидуальной защиты, и средства измерения вредных и опасных производственных факторов.

## Публикации Института
Институт выпускает Предупредительные информационные сообщения (alerts) в случаях, когда промышленности нужна помощь в предотвращении, решении и сдерживании воздействий новых вредных производственных факторов. В таких сообщениях вкратце сообщается, что известно о риске несчастных случаев, профзаболеваний и смерти.
Институт публикует Criteria Documents. Они содержат рекомендации Института, относящиеся к предотвращению профзаболеваний и несчастных случаев. Эти документы поступают в Управление по охране труда и в MSHA, и учитываются там при разработке законодательства в области охраны труда.
Институт анализирует новые сведения о вредных и опасных производственных факторах, публикуя Current Intelligence Bulletins.
Национальная сельскохозяйственная база по безопасности (National Agricultural Safety Database) содержит публикации Института и содержит повестки в суд и рефераты учебных журнальных статей, относящихся к профзаболеваниям и несчастным случаям в сельском хозяйстве.
Оценки смертельных случаев и средств их предотвращения
Программа публикаций с информацией о смертельных случаях в производственных условиях (Fatality Assessment and Control Evaluation (FACE)). Сведения используются для публикаций о отдельных секторах экономики и отдельных типах несчастных случаев со смертельным исходом.
База данных Института по инструментам с двигателями (NIOSH Power Tools Database). Содержит ит данные о уровнях звукового давления, звуковой мощности и вибрациях у разного инструмента, проверенного специалистами в Институте.
Институт публикует отчёты о выполненных научных работах, рекомендации и учебные пособия (например — по защите от шума и сохранению слуха).

## Учебные и исследовательские центры Института
Институт поддерживает работу учебных и исследовательских центров широкого профиля, работающих в области медицины труда. В центрах проводится обучение, готовятся учёные и специалисты, и проводятся научные исследования. Эти центры, расположенные в разных частях США, устанавливают и поддерживают связи с научными и профсоюзными организациями, и с промышленностью. Исследования в этих центрах проводятся в рамках созданной Институтом Национальной Профессиональной программы исследований (National Occupational Research Agenda (NORA)).
Основанные в 1977 году, центры обеспечивают подготовку примерно половины всех специалистов (со степенью выше бакалавра) в области медицины труда и безопасности. Они занимаютмя гигиеной труда, (промышленной) медициной, производственной безопасностью, медициной труда и другими вопросами. Во многих из этих институтов студентам оплачивается полная стоимость обучения и выплачивается дополнительная стипендия. Центры оказывают поддержку местным коммерческим организациям, оказывая услуги за меньшую цену.

### Перечень учебных и исследовательских центров Института
- Университет Алабамы в Бирмингеме и Обернский университет -Deep South Center for Occupational Safety & Health
- Университет Калифорнии в Беркли
- Калифорнийский университет в Лос-Анджелесе
- Университет Цинциннати
- Центр Mountain & Plains ERC в Колорадо
- Медицинский учебный центр Гарвардского университета (Harvard School of Public Health)
- Иллинойсский университет в Чикаго
- Университет Айовы
- Университет Джонса Хопкинса
- Мичиганский университет
- Миннесотский университет
- Медицинское училище в Нью-Йорке (Mount Sinai School of Medicine)
- Университет Северной Каролины в Чапел-Хилл
- Южно-Флоридский университет
- Техасский университет в Остине
- Университет Юты — The Rocky Mountain Center for Occupational and Environmental Health
- Вашингтонский университет

## Институт и респираторная защита
С начала 1970-х годов Институт проводил непрерывную программу исследований в области респираторной защиты. Большинство исследований проводились для повышения качества и надёжности респираторов за счёт разработки новых и пересмотра старых требований к респираторам при их сертификации. В области респираторной защиты деятельность Института сосредотачивается на обучении. Основные курсы обучения, которые используются сейчас, основаны на курсе, разработанном сотрудниками Института.
В течение нескольких десятилетий специалисты Института проводили исследования респираторов как в лабораторных, так и в производственных условиях (см. Испытания респираторов в производственных условиях). Также институт финансировал проведение аналогичных исследований специалистами других организаций.
В 1973 году Институт и Управление по охране труда основали Объединённый Респираторный Комитет — для разработки стандарта по выбору респираторов и таблиц для примерно 400 вредных веществ, которыми занимается Управление. При помощи подрядчиков из Национальной лаборатории в Лос-Аламосе (LANL) и акционерного общества (Arthur D. Little) были разработаны таблицы для выбора респираторов, использованные затем в документах Института и «Карманном руководстве по вредным химическим веществам» NIOSH/OSHA. Комитет также участвовал в разработке руководства по выбору респираторов 1976 году
, пересмотренного в 1987 году и 2004 году.

### Сертификация
Работа Института по сертификации респираторов стала прямым продолжением работ по сертификации шахтёрских самоспасателей, проводившихся Горным отделом (Bureu of Mines). В соответствии с законами о здоровье и безопасности на шахтах (Coal Mine Health and Safety Act 1969 и Federal Mine Health and Safety Act 1977) NIOSH разрабатывал программу оценки и сертификации респираторов. Вся сертификация проводилась совместно с Управлением по безопасности и охране труда при добыче полезных ископаемых (MSHA).
Сейчас для сертификации респираторов Институт использует разработанный им стандарт с требованиями к качеству СИЗОД (как отдельно взятых устройств). Требования стандарта основаны на результатах научных исследований. Согласно требованиям этого стандарта, обязательным условием получения сертификата является наличие плана контроля качества. Представители Института имеют право в любое время проверить выполнение плана контроля качества, и при его нарушении — аннулировать выданный сертификат. Среди списка респираторов, сертифицированных в Институте, нет ни одного СИЗОД, разработанного в СССР или в СНГ.
Институт также контролирует качество сертифицированных респираторов, проверяя качество СИЗОД, имеющихся в продаже. В 2001 году было проведено большое исследование, охватившее более 40 000 организаций (использующих респираторы) для определения того, насколько правильно они выбираются и применяются. Это позволило определить, какие существуют проблемы в области респираторной защиты, которые требуется решить.
Сертификация респираторов в Институте ведётся Лабораторией СИЗ.
Из-за того, что замена противогазных фильтров СИЗОД по реакции органов чувств работника ненадёжна, и может привести к отравлениям, Институт разработал требования к устройствам, предупреждающим рабочего о необходимости заменить фильтр. Устройства должны срабатывать до того, как будет использовано 90 % срока службы — чтобы рабочий успел уйти из загрязнённой атмосферы. У пассивных индикаторов чувствительный элемент должен располагаться так, чтобы рабочий видел его при одетом респираторе. Все индикаторы должны сохранять работоспособность при падении на твёрдый пол с высоты 1,8 м

### Обучение
Для обучения специалистов в области промышленной гигиены правильному выбору и организации использования СИЗОД в Институте были разработаны учебные пособия. Учебник 1987 г используется для подготовки специалистов по охране труда до сих пор, более 20 лет. Также было разработано пособие по выбору и организации применения респираторов для профилактики заболевания туберкулёзом.

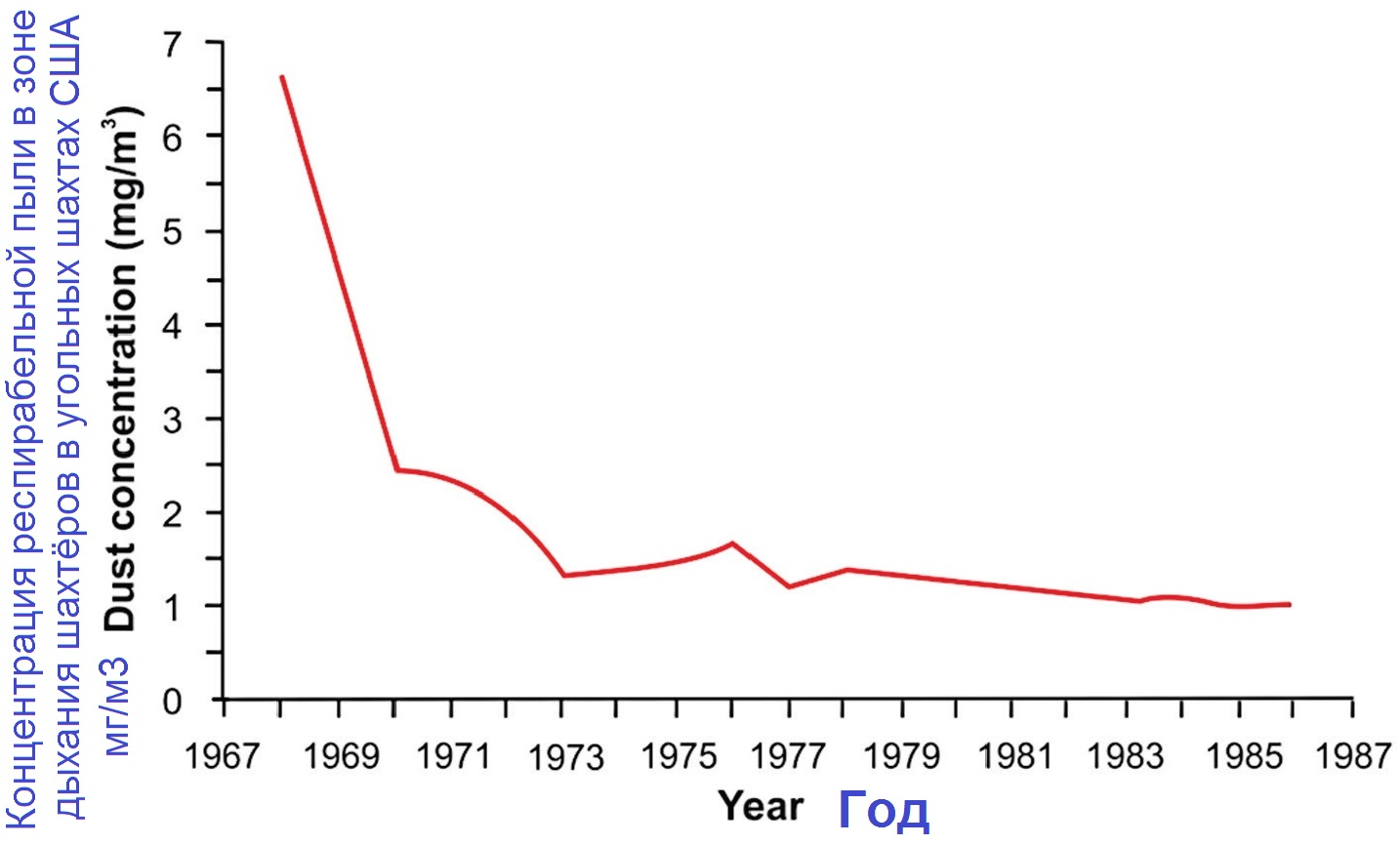
Снижение концентрации респирабельной пыли в воздухе зоны дыхания у шахтёров в угольных шахтах США. Источник.

Из-за того, что респираторы — ненадёжное средство защиты (их эффективность зависит от своевременности применения и т.п), институт проводит работу по уменьшению воздействия пыли при подземной добыче полезных ископаемых. Разработаны руководства по снижению запылённости при добыче угля, при добыче и переработке полезных ископаемых и другие аналогичные документы с конкретными рекомендациями.
Для определения того, требуются ли респираторы для защиты органов дыхания, и для определения степени превышения ПДК для выбора достаточно эффективных типов респираторов, важно правильно определить загрязнённость воздуха в зоне дыхания рабочих. Для этого в NIOSH разработали Руководство по измерению концентрации вредных веществ в воздуха.
Для использования СИЗОД при авариях, ЧС и терактах, разработан документ

### Новые разработки
Так как использование реакции органа обоняния на появление запаха вредного газа под маской не позволяет надёжно обеспечить своевременную замену противогазных фильтров, специалисты разработали требования к индикаторам, предупреждающим работника о приближении времени замены.
Специалисты NIOSH разработали оптические индикаторы, которые могут предупредить о насыщении сорбента цианистым водородом и сероводородом (пассивные индикаторы). В индикаторах использован cobinamide. Так как, несмотря на наличие чётких требований к сертификации активных индикаторов, с 1987 года ни одна коммерческая компания не сертифицировала ни одного — Институт занимается разработкой и активных индикаторов ESLI.
Во взаимодействии с Институтом Джерри Вуд разработал и усовершенствовал программу для вычисления времени защитного действия противогазных фильтров MultiVapor™.

## Профилактика профзабоолеваний шахтёров

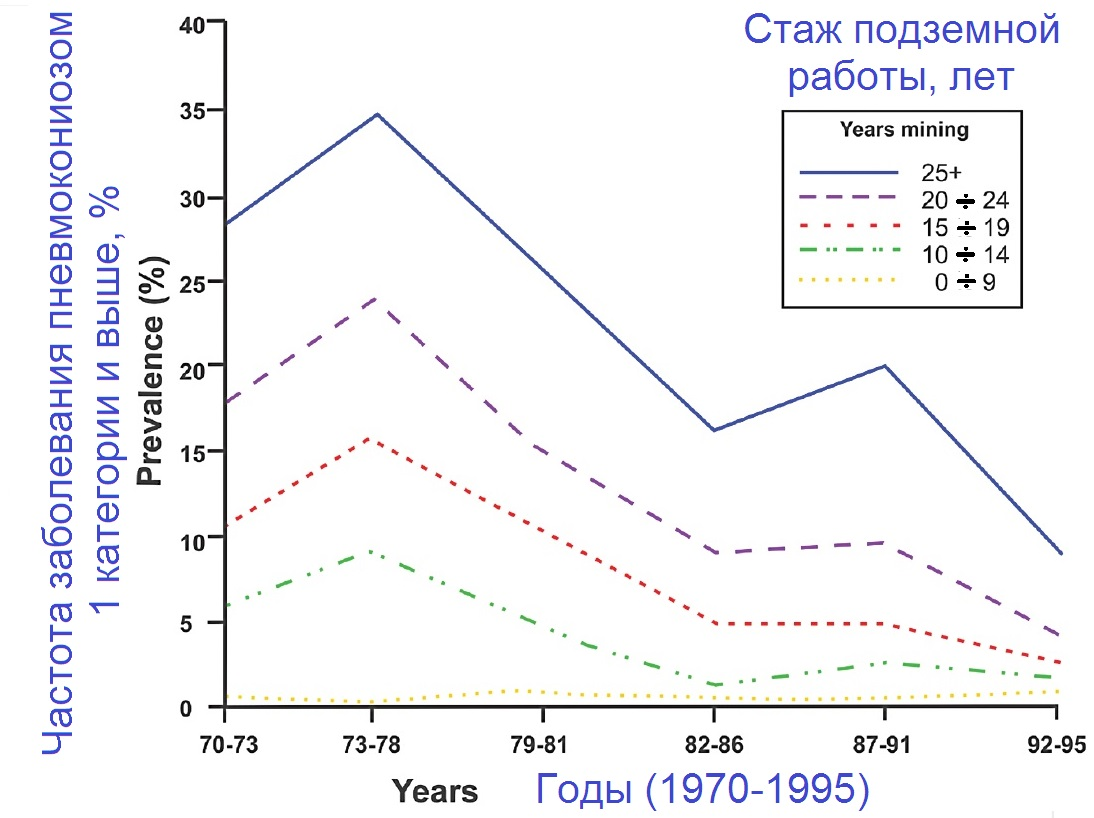
Частота заболевания шахтёров-угольщиков пневмокониозом в США, 1970—1995. У шахтёров со стажем 25 лет и более снижение заболеваемости составило: с 30 % до менее чем 10 %. Источник.

После создания института его специалисты самостоятельно и вместе со специалистами из других организаций проводили работы в области профилактики профзаболеваний шахтёров. В частности, систематизировав результаты всех доступных американских и иностранных исследований, Институт подготовил обзор, в котором рекомендовал установить ограничения предельно-допустимой концентрации респирабельной (мелкодисперсной) пыли: угольной (без кварца) 1 мг/м3, и кварцевой 0.05 мг/м3. (Доля респирабельной, мелкодисперсной пыли, которая при вдыхании проникает глубоко в органы дыхания, и оседает в альвеолах (размер частиц ~ мtнее 5 мкм) составляет 5 — 20 % от всей пыли по массе. Таким образом эти ограничения примерно соответствуют концентрации всей пыли по массе 5 — 20 мг/м3 для угля и 0.25 — 1 мг/м для кварца, что примерно соответствует ПДКрз в СССР и РФ. Однако с учётом технически достижимого уровня запылённости, и других обстоятельств, были установлены ПДКрз 2 и 0.1 мг/м3 соответственно. При выполнении этих ограничений (за счёт жёсткого контроля со стороны государственных инспекторов MSHA профзаболеваемость и смертность стали резко снижаться.

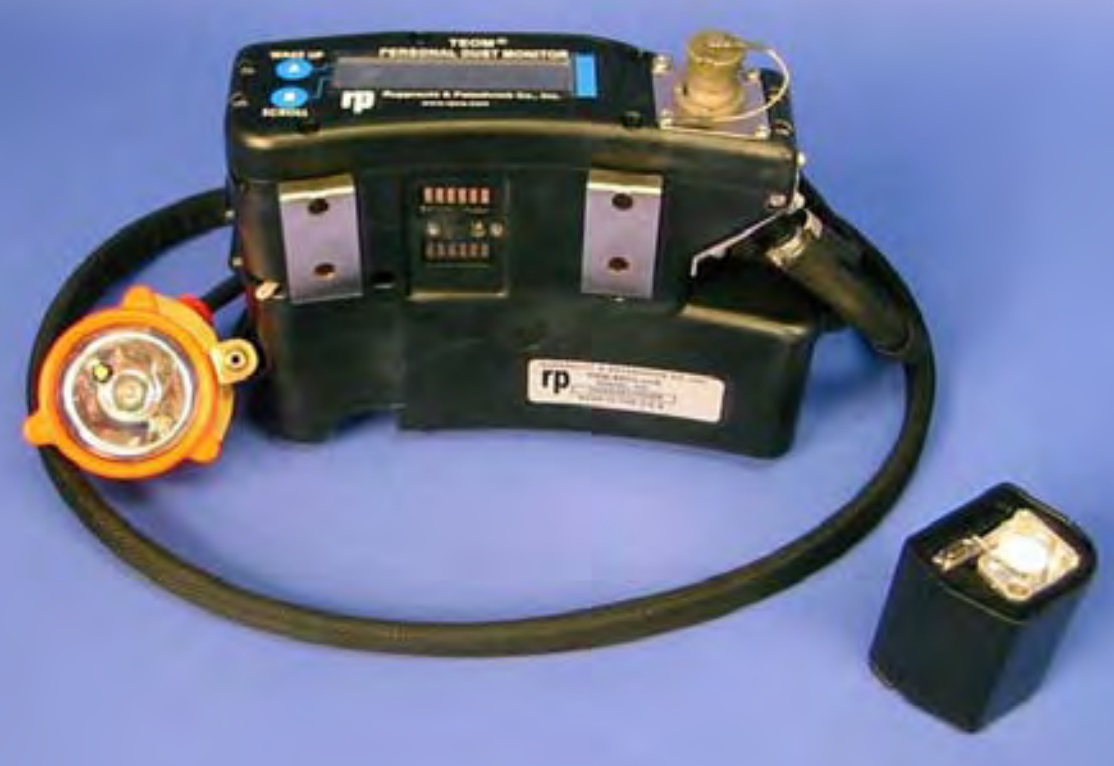
Пылемер PDM, выдающий результат в реальном масштабе времени

Изучая методы снижения запылённости, и проводя измерения эффективности СИЗОД в реальных производственных условиях, специалисты Института разрабатывали рекомендации (учебные пособия) по защите от пыли при добыче полезных ископаемых. Специалисты института разрабатывали и испытывали воздушные души для улучшения качества воздуха на рабочих местах. В работе было показано, что эффективность полумасок очень низкая, и после 2003 г. в руководствах по защите шахтёров от пыли и публикациях использование СИЗОД (как средства профилактики профзаболеваний) — не упоминается (но их продолжают бесплатно выдавать шахтёрам, так как их носка какое-то уменьшение дозы вдыхаемой пыли (неизвестное) всё же даёт).
Так как пневмокониозы (силикоз, антракоз и др.) неизлечимы и необратимы, а хроническая обструктивная болезнь лёгких — неизлечима, то Институт начал проводить широкомасштабную программу медобследования шахтёров. Проведение полноценных и качественных обследований позволило обнаруживать развитие заболеваний на ранних стадиях, и показало, что снижение заболеваемости до 1999 года сменилось её ростом. Обработав все доступные американские и иностранные исследования, институт сделал обзор. Из него следовало, что при запылённости, меньшей 1 ПДКрз, сохраняется повышенный риск профзаболеваний, и что ПДКрз нужно снизить. На основании этих обзоров 23 апреля 2015 года было принято решение о снижении ПДК до 1,5 мг/м3 по респирабельной угольной пыли, и использовании непрерывно работающих пылемеров, выдающих результат в реальном масштабе времени (PDM) для контроля за загрязнённостью воздуха в зоне дыхания шахтёра и оперативного выявления повышенной запылённости, и устранения её причин. Прибор измеряет концентрацию пыле по массе (без измерения химического состава, данные о нём закладываются заранее), и показывает и текущую концентрацию запылённости, и суммарную — «накопленную» с начала смены. Применение нового пылемера на наиболее запылённых рабочих местах в угольных шахтах стало обязательным с февраля 2016 года.

## Защита здоровья при чрезмерном уровне шума
После создания Института в 1972 году, на основании имевшейся тогда информации был подготовлен документ, в котором обосновывались требования к работодателю, выполнение которых необходимо для предотвращения значительного ухудшения слуха при работе в условиях чрезмерного шума. Этот документ отчасти был использован Управлением по охране труда при разработке соответствующего стандарта по охране труда (обязательного для выполнения работодателем). Позднее, учтя новую научную информацию, как американскую, так и зарубежную, а также более углублённо изучив использованную ранее информацию, Институт разработал новый документ. В нём показывалось, что действующий в США стандарт по охране труда, регулирующий действия работодателя при чрезмерном воздействии шума на рабочих, требует серьёзной переделки в сторону ужесточения. Внесение изменений, предлагаемых специалистами Института, сблизят требования законодательства США с аналогичными требованиями в СССР и РФ, и с международным стандартом ИСО.
Также оказалось, что эффективность средств индивидуальной защиты органа слуха (СИЗОС) крайне нестабильно, совершенно непредсказуема, и как правило (в среднем) на практике оказывается значительно ниже, чем при испытаниях в лаборатории. Например, одно из первых исследований, в котором ослабление шума измеряли у 168 рабочих 6 разных предприятий показало такие низкие результаты, что замеры были прерваны, и проведено дополнительное изучение того, правилен ли метод измерения. Оказалось, что метод — правильный, а ослабление шума на рабочих местах совершенно не похоже на то, которое получается в лабораторных условиях, и у части рабочих близко к нулю. Позднее, для оценки ослабления шума СИЗОС у рабочих, и для определения того, как производственный контроль эффективности улучшает защиту рабочих, была сделана новая мобильная измерительная лаборатория. Она позволяет одновременно определять ослабление шума у 4 рабочих.

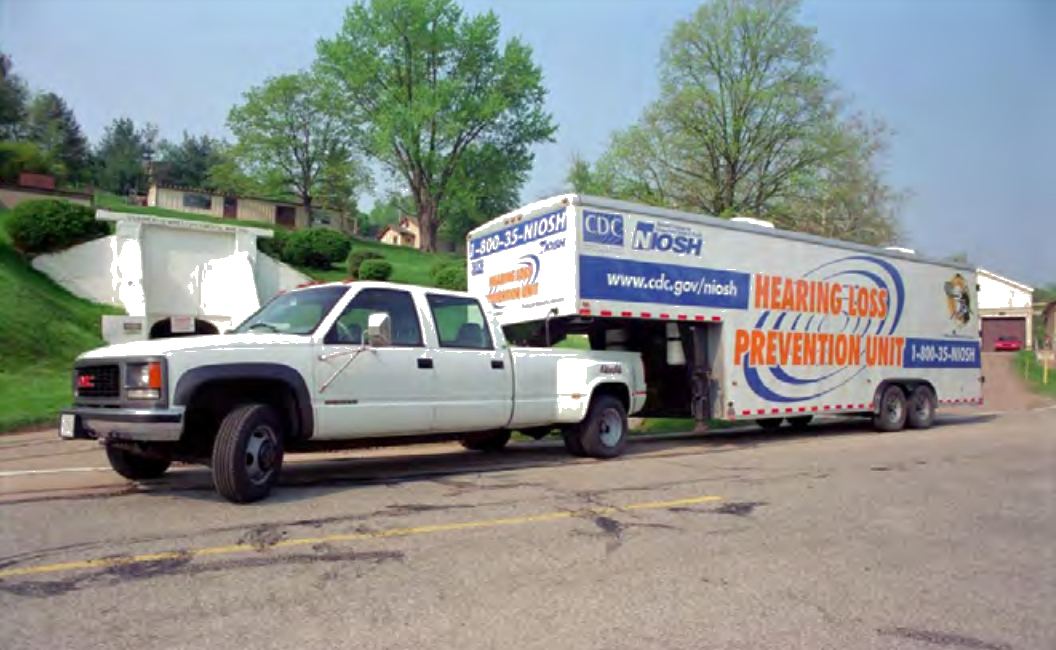
Пример мобильной лаборатории для измерения порогов восприятия звуков

Чтобы ослабить остроту этой проблемы некоторые крупные изготовители наладили выпуск устройств, позволяющих объективно инструментально проверять реальное ослабление шума у конкретного рабочего конкретной моделью СИЗОС — с учётом как его индивидуальных анатомических особенностей, так и навыков (правильно вставлять вкладыши / одевать наушники). Обычно такие устройства состоят из миниатюрного микрофона, размещаемого за СИЗОС, и генератора звуковых колебаний разной частоты (меняется) — что позволяет определить эффективность на разных частотах. Но эти приборы дорогие и малодоступные, закон не требует их применения — и их не всегда используют. Лаборатория NIOSH разработала простое и дешёвое устройство для проверки самых нестабильных СИЗОС — вкладышей. Также аналогичная проверка может проводиться с помощью программы онлайн, или при прослушивании аудиофайла с пульсирующим звуковым сигналом. Точность проверки ниже, чем у дорогих коммерческих систем. Но сама измеряемая величина, ослабление шума при использовании СИЗОС — случайна и нестабильна. В таких случаях увеличение количества проверок может обеспечить большую точность, чем высокое качество замеров при их редком проведении. Институт (NIOSH), Департамент условий и охраны труда, и Национальная ассоциация по защите слуха (National Hearing Conservation Association) — рекомендуют использовать бесплатную программу (онлайн) или устройство QuickFit всем работодателям.

## Защита здоровья при воздействии нагревающего микроклимата
В 1972 году Институт выпустил свои первые рекомендации по защите работников от перегрева. По мере появления новой научной информации, они обновлялись в 1986 и 2016 годах.
Однако, несмотря на глобальное потепление, и несчастные случаи со смертельным исходом из-за перегрева, на 2017 год принятия закона (обязательного для выполнения работодателем) на основе этих рекомендаций не произошло. Управление по охране труда (OSHA) отметило, что отсутствие отдельного закона не освобождает работодателей от необходимости защищать работников от всех известных вредных и опасных производственных факторов; рекомендовало использовать упомянутые рекомендации NIOSH; и пообещало руководствоваться общими положениями Закона 1970 г. (раздел 5(a)(1))[38])[38]) при составлении исков в суд.

## Учебные пособия и руководства по охране труда
1. ↑  Paul Jensen, Charles R. Jokel and Laymon N. Miller. Industrial Noise Control Manual. — NIOSH & Bolt Beranek and Newman, Inc.. — Cincinnati, Ohio - Cambridge, Massachusetts 02138: National Institute for Occupational Safety and Health, 1979. — 380 p. — (DHHS (NIOSH) Publication No 79-117).
2. ↑  John R. Franks, Mark R. Stephenson, and Carol J. Merry. Preventing Occupational Hearing Loss - A Practical Guide. — NIOSH. — Cincinnati, Ohio: National Institute for Occupational Safety and Health, 1996. — 106 p. — (DHHS (NIOSH) Publication No 96-110).
3. 1 2  A Guide To Industrial Respiratory Protection. — Cincinnati, Ohio: National Institute for Occupational Safety and Health, 1976. — (DHHS (NIOSH) Publication).
4. 1 2  Nancy J. Bollinger, Robert H. Schutz et al. NIOSH Guide to Industrial Respiratory Protection. — NIOSH. — Cincinnati, Ohio: National Institute for Occupational Safety and Health, 1987. — 305 p. — (DHHS (NIOSH) Publication No 87-116). Есть перевод (2014):  PDF Wiki)
5. 1 2  Nancy Bollinger. NIOSH Respirator Selection Logic. — NIOSH. — Cincinnati, OH: National Institute for Occupational Safety and Health, 2004. — 32 p. — (DHHS (NIOSH) Publication No 2005-100). Есть перевод: Руководство по выбору респираторов PDF Wiki
6. ↑  Linda Rosenstock et al. TB Respiratory Protection Program In Health Care Facilities - Administrator's Guide. — Cincinnati, Ohio: National Institute for Occupational Safety and Health, 1999. — 120 с. — (DHHS (NIOSH) Publication No. 99-143). Есть перевод: Руководство по применению респираторов в медучреждениях для профилактики туберкулёза PDF Wiki
7. 1 2  Jay F. Colinet, James P. Rider, Jeffrey M. Listak, John A. Organiscak, and Anita L. Wolfe. Best Practices for Dust Control in Coal Mining. — National Institute for Occupational Safety and Health. — Pittsburgh, PA; Spokane, WA: DHHS (NIOSH) Publication No. 2010-110, 2010. — 84 p. Есть перевод: Лучшие способы снижения запылённости в угольных шахтах PDF Wiki Есть второе издание 2021 г., 164 стр.
8. 1 2  Andrew B. Cecala, Andrew D. O’Brien, Joseph Schall, Jay F. Colinet et al. Dust Control Handbook for Industrial Minerals Mining and Processing. — National Institute for Occupational Safety and Health. — Pittsburgh, PA; Spokane, WA: DHHS (NIOSH) Publication No. 2012-110, 2012. — 314 p. Есть перевод: Руководство по защите от пыли при добыче и переработке полезных ископаемых PDF Wiki  Есть второе издание 2019 г., 406 стр.
9. 1 2  Nelson Leidel, Kenneth Bush & Jeremiah Lich. NIOSH Occupational Exposure Sampling Strategy Manual. — Cincinnati, Ohio: National Institute for Occupational Safety and Health, 1977. — 150 с. — (DHHS (NIOSH) Publication Number 77-173). Есть перевод: PDF Wiki Документ однозначно показывает, что измерение загрязнённости воздуха "рабочей зоны" (1.5 м от пола) может сильно занизить реальную загрязнённость вдыхаемого воздуха в зоне дыхания (25 см от лица) - см. приложение С стр. 77-79